# Bible Lands Museum Jerusalem

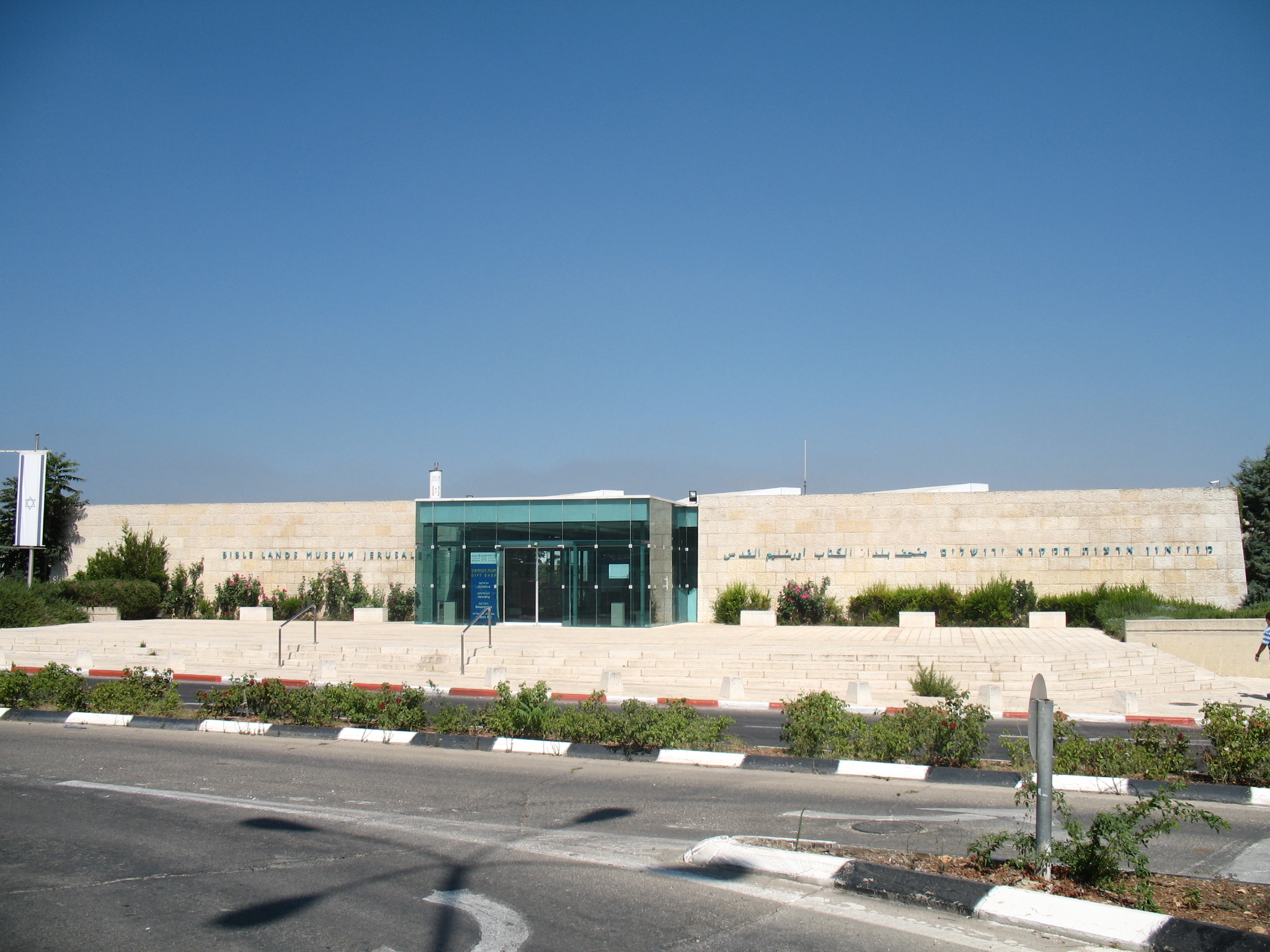
Bible Lands Museum Jerusalem

Das Bible Lands Museum Jerusalem (hebräisch מוּזֵיאוֹן אַרְצוֹת המִקְרָא יְרוּשָׁלַיִם Mūsej'ōn Artzōt haMiqrā Jərūschalajim, deutsch ‚Museum der Länder der Schrift Jerusalem‘; BLMJ) ist ein Museum, das die Kultur aller in der Bibel erwähnten Völker veranschaulicht, beispielsweise der Philister, Aramäer, Hethiter, Elamer, Phönizier und Perser. Es wurde 1992 eröffnet.
Das BLMJ legt den Schwerpunkt auf historische und archäologische Aspekte, nicht auf Religion. Ziel ist, die Landstriche, in denen die Bibel entstand, in einen geschichtlichen Zusammenhang zu bringen. Der behandelte geografische Raum reicht dabei von Ägypten bis Nubien und von Afghanistan bis zum Kaukasus. Der zeitliche Rahmen wird vom Beginn der menschlichen Zivilisation bis zum Frühchristentum gespannt. Neben der Dauerausstellung finden regelmäßig Sonderschauen statt.
Das Gebäude liegt nahe beim Israel-Museum. Gegründet wurde es von dem Antiken-Händler Elie Borowski, der seine bedeutende Privatsammlung einbrachte. Architekt des Gebäudes war Ze’ev Schoenberg.